# Ludwik August de Bourbon
Ludwik August de Bourbon, fr. Louis-Auguste de Bourbon (ur. 31 marca 1670 w Saint-Germain-en-Laye, zm. 14 maja 1736 w Sceaux) - najstarszy nieślubny syn króla Ludwika XIV i jego oficjalnej metresy – Françoise-Athénaïs, markizy de Montespan.

## Rodzina
Ludwik August był ulubionym synem Ludwika. 19 marca 1692 poślubił on Annę Ludwikę Benedyktę (8 listopada 1676 – 23 stycznia 1753), córkę Henryka Juliusza, księcia de Condé, i Anny Henrietty, córki Edwarda Wittelsbacha księcia Palatynatu-Simmern. 
Para miała siedmioro dzieci, ale wszystkie one zmarły bezdzietnie:
- córka (11–26 września 1694), Mademoiselle de Dombes
- Ludwik Konstantyn (27 listopada 1695 – 28 września 1698), książę de Dombes
- córka (21 grudnia 1697 – 24 sierpnia 1699), Mademoiselle d'Aumale
- Ludwik August II (4 marca 1700 – 30 września 1755), książę d’Aumale i de Dombes
- Ludwik Karol (15 października 1701 – 13 lipca 1775), hrabia d'Eu
- Karol (31 marca 1704 – 2 września 1708), książę d'Aumale
- Ludwika Franciszka (4 grudnia 1707 – 19 sierpnia 1743), mademoiselle du Maine

## Plany Ludwika XIV

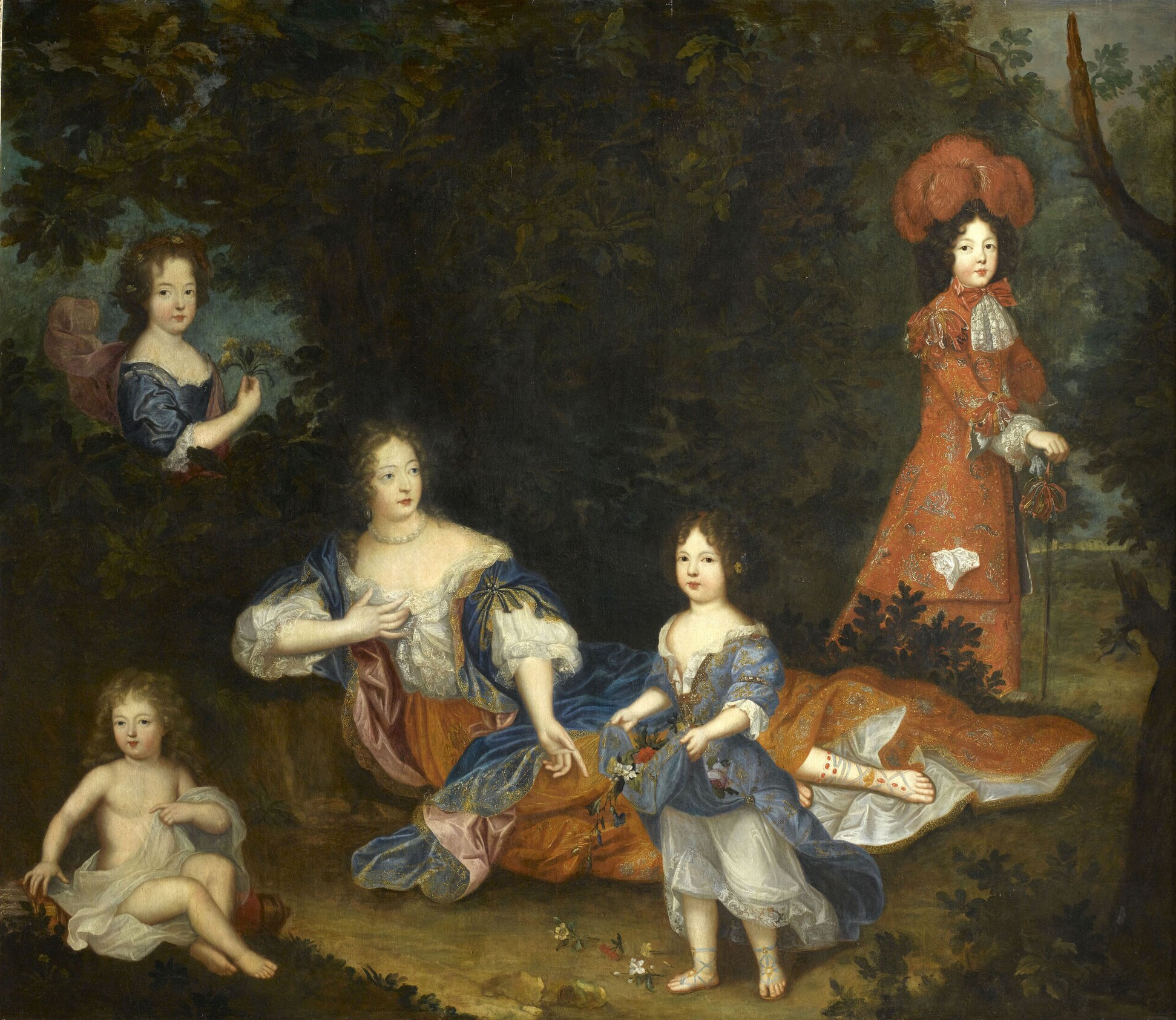
Markiza de Montespan z dziećmi

Podobnie jak wszystkie inne nieślubne dzieci króla z Markizą de Montespan, Ludwik August został uznany przez ojca. Stało się to 20 grudnia 1673. Został również księciem Maine. Później został pułkownikiem-generałem oddziałów szwajcarskich. Brał udział w licznych wojnach toczonych wówczas przez Francję u boku marszałka Luksemburskiego. W 1681 r. otrzymał tytuły księcia de Dombes i hrabiego d'Eu. W 1686 r. został księciem d'Aumale i kawalerem Orderu Świętego Ducha. W 1688 otrzymał awans na generała-porucznika.
W lecie 1714 Ludwik XIV umieścił Ludwika Augusta razem z jego braćmi w linii sukcesji tronu, na wypadek gdyby jego ślubni potomkowie wymarli. Tą kontrowersyjną decyzję podjął, ponieważ w ciągu jednego roku zmarli nagle aż trzej jego kolejni następcy, i jedynym jego spadkobiercą został mały Ludwik, książę Andegawenii. Gdyby ten ostatni zmarł, mogłaby rozpocząć się we Francji wojna domowa o francuską sukcesję – między potomkami Filipa V, króla Hiszpanii, a potomkami Filipa II, księcia Orleanu. W tym celu król uznał swoje nieślubne dzieci, ale spotkało się to z niechęcią innych francuskich książąt, np. książąt Kondeuszy czy książąt Orleańskich. 
W sierpniu 1715 zdrowie króla znacznie się pogorszyło. 22 sierpnia Ludwik nie był w stanie uczestniczyć w paradzie wojskowej w ogrodach Wersalu i Ludwik August zastąpił ojca. To publiczne wywyższenie Ludwika Augusta jeszcze bardziej zaniepokoiło książąt Orleańskich. 1 września 1715 król zmarł. Jego testament ustanowił nad nowym małoletnim królem dwóch regentów: księcia Orleanu i księcia Maine. Już następnego dnia książę Orleanu w Parlamencie unieważnił ten testament.

## Koniec nadziei
Pokłócony z księciem Orleanu, Ludwik August razem ze swoją żoną dołączyli do spisku Cellamare’a. Ufali, że nowym regentem zostanie król Hiszpanii. Intryga nie powiodła się, spiskowcy zostali ujawnieni i zesłani na wygnanie, co ostatecznie pogrzebało ich królewskie ambicje. Ludwik został osadzony w Doullens, a jego żona w Dijon. Uwolnieni w 1720 r. nie mieszali się już do polityki. Ludwik zamieszkał z żoną w swojej posiadłości w Sceaux, gdzie zmarł w 1736.